# Галаган, Николай Михайлович
Никола́й Миха́йлович Галага́н (укр. Микола Михайлович Ґалаґан; 24 ноября 1882, село Требухов, Черниговская губерния, — 1946, либо после 1955) — украинский общественно-политический деятель, публицист, член украинской Центральной Рады (1917), посол УНР в Румынии и Венгрии (1918—1920).

## Биография
Родился и вырос в селе Требухов (в 30 километрах восточнее Киева), в семье потомков украинского казачества. Отец — сельский православный священник, мать — из мелкопоместных дворян Черниговской губернии.
Окончил с отличием сельскую начальную школу. С 1892 года 5 лет учился в 3-й Киевской гимназии, затем в 1898 году поступил в Коллегию Павла Галагана (в Киеве) и окончил её в мае 1902 года с золотой медалью. В 1909 году окончил факультет естественных наук Императорского Киевского университета Святого Владимира. Был женат.
Во время обучения в университете примкнул к Революционной украинской партии, занимался пропагандистской деятельностью. В феврале 1904 года был арестован и посажен в Лукьяновскую тюрьму на 8 месяцев.
В 1905 году группа членов РУП в которую входил Галаган вместе с бундовскими организациями на Украине создали партию Украинский социал-демократический союз («Спилка»), которая вошла в РСДРП на правах автономной части. Был секретарём центрального комитета этой партии. В 1908 году «Спилка» прекратила своё существование.
В 1909 получил должность чиновника в Киевском отделении Волжско-Камского банка.
1 августа 1910 года вступил на одногодичную действительную военную службу в 29-й пехотный Черниговский полк (г. Варшава, Царство Польское) рядовым на правах вольноопределяющегося 1-го разряда. Закончил службу в унтер-офицерском звании в 129-м пехотном Бессарабском полку (г. Киев). В октябре 1911 года произведен в прапорщики запаса армейской пехоты. В мае—июне 1912 года в чине прапорщика прошёл переподготовку (лагерные сборы) в 165-м пехотном Луцком полку (г. Киев).
В 1911—1913 годах продолжал работать в Волжско-Камском банке, а с сентября 1913 перебрался в Чернигов, где, с разрешения Министерства внутренних дел, поступил на государственную службу в Казённую палату Черниговского губернского правления чиновником для особых поручений. В начале 1914 года был причислен к Земельному министерству и переведен на службу в черниговское губернское Управление земледелия инспектором по культуре болот и луговедению.
Участник Первой мировой войне. В июле 1914 года, по объявлению мобилизации, был призван на службу в 23-й пехотный запасный батальон (г. Чернигов) и, согласно мобилизационного предписания, назначен на должность адъютанта батальона. В октябре 1914 года батальон был отправлен на театр военных действий (в Галицию), в состав 8-й Армии Юго-Западного фронта. Во время войны, за отлично-усердную службу и труды, понесённые во время военных действий, прапорщик Галаган был награждён четырьмя орденами. В боях не участвовал.
После Февральской революции 1917 года принял активное участие в демократических преобразованиях и в украинском национальном движении. Был избран в состав полкового офицерско-солдатского комитета. В апреле 1917 года, будучи в отпуске в Киеве, посетил украинскую войсковую организацию «клуб имени гетмана Полуботка», принял участие во Всеукраинском Национальном Конгрессе.
В начале мая 1917 года подал рапорт командиру полка о переводе в украинизируемую воинскую часть, — в результате был отстранён от должности адъютанта полка и назначен младшим офицером роты, затем, в середине мая 1917 года, прикомандирован к 18-му Заамурскому пограничному пехотному полку (5-й Заамурской пограничной дивизии 41-го армейского корпуса) с назначением на должность командира 4-й роты; принимал участие в боевых действиях.
В начале июня 1917 года был избран делегатом на II-й Всеукраинский военный съезд, состоявшийся в Киеве. С 6 июня 1917 года в чине прапорщика прикомандирован к сформированному в Киеве Украинскому Богдана Хмельницкого пехотному полку Русской республиканской (бывшей императорской) армии и назначен на должность полкового адъютанта. В конце июля 1917 года, в составе полка, был отправлен на Юго-Западный фронт, принимал участие в боевых действиях против войск Австро-Венгрии. В ноябре 1917 года произведен в подпоручики (со старшинством с 19 июля 1915). Был представлен командующим полком, подполковником Капканом, к награждению орденом Святого Владимира IV степени с мечами и бантом, однако, в связи с ликвидацией Российской республики, награждение не состоялось.
20-31 октября (2-12 ноября) 1917 года принимал участие в работе III-го Всеукраинского военного съезда в Киеве. Был избран в состав украинской Центральной рады и назначен командующим Революционного полка Центральной Рады, сформированного из делегатов съезда и юнкеров военных училищ. Подразделения этого полка в период октябрьского переворота в Петрограде подавили в Киеве попытки большевиков захватить власть и разоружили части Киевского военного округа, остававшиеся верными ликвидированному большевиками Временному правительству Российской республики.
С ноября 1917 по январь 1918 года работал в Центральной Раде, — занимался законотворчеством. В декабре 1917, вместе с Евгением Онацким, по поручению Генерального Секретариата проводил переговоры с правительствами Кубани и Войска Донского по вопросу формирования федерального общероссийского правительства.
В январе 1918 в подавлении восстания на заводе «Арсенал» и в отражении наступления большевиков на Киев участия не принимал, а с установлением в Киеве большевистской власти — скрывался (до марта 1918 года) в родном селе, уйдя на нелегальное положение.
В апреле 1918 года — дипломатический представитель УНР в Королевстве Румыния.
В 1918 году, в период правления гетмана Павла Скоропадского, работал в департаменте общих дел Министерства народного здоровья и попечительства Украинской державы. В ноябре 1918 года принял участие в антигетманском восстании и перешёл на сторону Директории УНР. В декабре 1918 года был комиссаром Военного министерства УНР.
В 1919—1920 годах — глава дипломатической миссии УНР в Венгрии. Оставил должность в знак протеста против подписания С. Петлюрой Варшавского договора.
В эмиграции:
С начала 1920-х годов — в эмиграции, проживал в Вене и Праге, работал в различных украинских общественных организациях, участвовал в партийной жизни в составе УСДРП.
После провозглашения автономии Карпатской Украины переехал в Хуст, где преподавал естественные дисциплины в государственной украинской гимназии. Был арестован венграми после оккупация Закарпатья и депортирован в Чехословакию.
В 1920-х года написал мемуары «Из моих воспоминаний» ( (укр.) «З моїх споминів»), опубликованные в 1930 году в Польше (во Львове) и в 2005 году переизданные в Украине.
В январе 1944 арестован гестапо и полгода провел в Пражской тюрьме.
Последние годы жизни:
В 1945 году вывезен советской военной контрразведкой в Киев. Согласно одним источникам — погиб в Лукьяновской тюрьме в 1946 году. Согласно другим — отбыл десятилетнее заключение в «Сиблаге» (Кемеровская область, Мариинск). Освобождён 1 ноября 1955 года. Дальнейшая судьба неизвестна.
Реабилитирован в 1992 году.

## Награды
- Орден Святого Станислава III степени (утв. ВП от 24 мая 1915, стр. 23)
- Орден Святой Анны III степени (утв. ВП от 26 марта 1916, стр. 40)
- Орден Святого Станислава II степени (утв. ВП от 21 ноября 1916, стр. 55)
- Орден Святой Анны II степени (ВП от 4 августа 1916, стр.38)